# فاطمة مظهر
فاطمة حافظ مظهر (2 يونيو 1943 - 27 أبريل 2022) فنانة مصرية ولدت في مدينة القاهرة وهي أخت غير شقيقة للفنان أحمد مظهر. تخرجت من قسم اللغة الإنجليزية بكلية الآداب، ثم التحقت فيما بعد بالمعهد العالي للفنون المسرحية ولمعت في العمل النقابي.
قدمت العديد من الأعمال السينمائية ربما كان أشهرها دورها في فيلم “الأحضان الدافئة” حيث جسدت شخصية صديقة البطلة التي قامت بدورها الفنانة زبيدة ثروت وشاركهما الفنانان سمير غانم وسمير صبري، وفي التليفزيون كان من أشهر أعمالها مسلسل “أبنائي الأعزاء شكرا” الذي قام ببطولته الفنان عبد المنعم مدبولي بمشاركة نخبة من النجوم.

## أعمالها
- الأسطى المدير بدور أزهار.
- فيلم اعترافات ليلية بدور لبنى.
- مسلسل ام العروسة
- مسلسل موعد مع الغائب بدور فردوس